# دولاب مائي

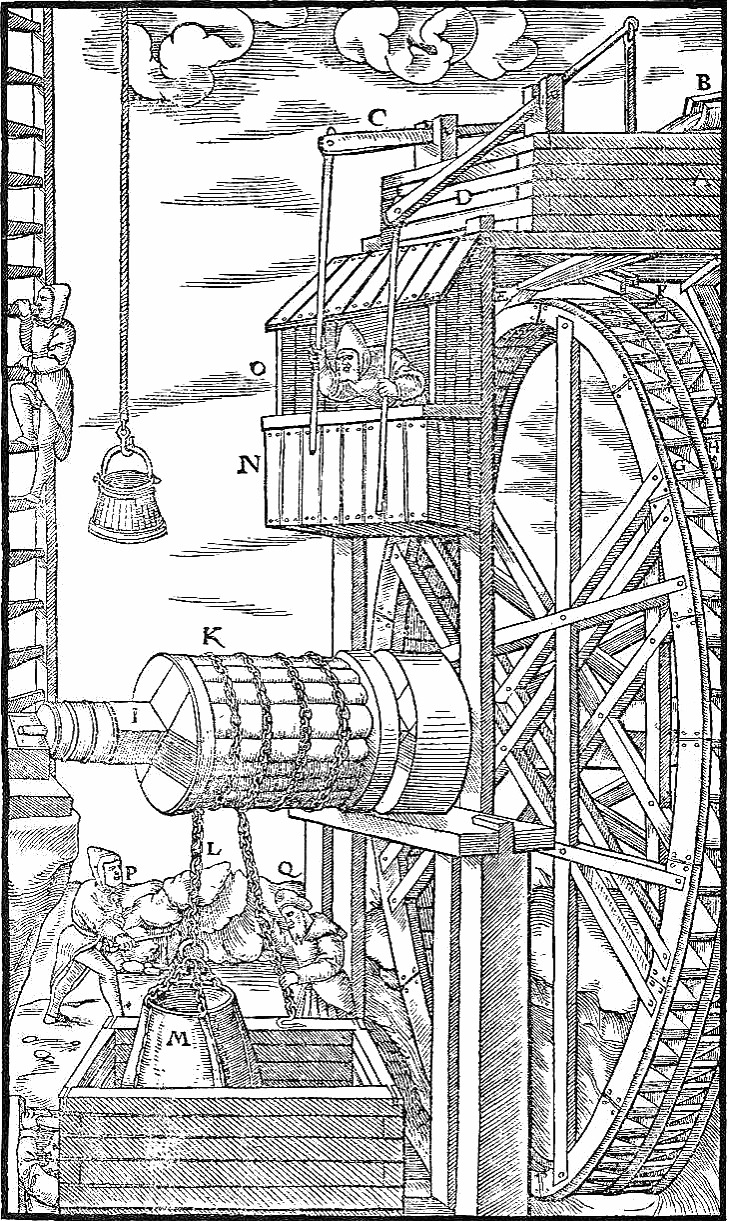
الدولاب المائي القابل للعكس يعمل على تشغيل ملفاف رفع منجمي في كتاب دي ري ميتاليكا (جورجيوس أغريكولا، 1566)

الدولاب المائي أو العجلة المائية هي آلة تحوّل الطاقة الكامنة أو الحركية للمياه المتدفقة أو المتساقطة إلى طاقة ميكانيكية على شكل حركة دورانية، تظهر غالبًا في الطواحين المائية. يتكون الدولاب المائي من دولاب (عادة ما يكون مصنوع من الخشب أو المعدن)، مع عدد من الشفرات أو العصامير (جمع عُصمور وهي القواديس) مرتبة على الحافة الخارجية لتشك. ظلت الدواليب المائية قيد الاستخدام التجاري حتى القرن العشرين، لكنها لم تعد شائعة الاستخدام اليوم. وشملت الاستخدامات طحن الدقيق في مطاحن الدقيق، وصقل الخشب إلى لب لصناعة الورق، وطرق الحديد المطاوع، والتصنيع، وسحق الخام، وهرس الألياف لاستخدامها في صناعة النسيج.